# Huernia rubrosticta
Huernia rubrosticta är en oleanderväxtart som beskrevs av Plowes. Huernia rubrosticta ingår i släktet Huernia och familjen oleanderväxter. Inga underarter finns listade i Catalogue of Life.